# 철로변 전투
《철로변 전투》(La Bataille Du Rail, The Battle Of The Rails)는 프랑스에서 제작된 르네 클레망 감독의 1946년 영화이다. 샤를르 보와이에 등이 주연으로 출연하였다.
이 영화는 1946년 칸 영화제에 출품되었으며 감독상을 받았다.

## 출연

### 주연
- 샤를르 보와이에 - Narrator 역
- Jean Clarieux - Lampin 역
- Jean Daurand - Cheminot 역
- Jacques Desagneaux - Athos 역
- François Joux - Cheminot 역
- Pierre Latour - Cheminot 역
- Tony Laurent - Camargue 역
- Robert Le Ray - Chef de gare 역
- Pierre Lozach - Cheminot 역
- Pierre Mindaist - Cheminot 역
- Léon Pauléon - Chef de gare St-André 역
- Fernand Rauzéna - Cheminot 역
- Redon - Mecanicien 역
- Michel Salina - Allemand 역

### 조연
- 프랑수아 주